# Stinson Beach (Kalifornija)
Stinson Beach je naseljeno područje za statističke svrhe u američkoj saveznoj državi Kalifornija. Prema popisu stanovništva iz 2010. u njemu je živjelo 632 stanovnika.